# Giovanni Korte
Giovanni Korte (Den Haag, 1 augustus 1993) is een Nederlands voetballer die doorgaans als aanvaller speelt. Hij verruilde in 2023 De Graafschap voor TOP Oss.

## Carrière

### ADO Den Haag
Korte speelde in de jeugd van RKSV GDA tot hij werd opgenomen in de jeugdopleiding van ADO Den Haag. Hiervoor debuteerde hij op 12 mei 2013 in het betaald voetbal, tegen PEC Zwolle (2-4). Hij kwam zes minuten voor tijd in de ploeg voor Dico Koppers.

#### Verhuur aan FC Dordrecht
Medio 2013 verhuurde ADO Korte aan FC Dordrecht. Hij debuteerde voor de club in de Eerste divisie tegen MVV Maastricht (2-1). Hij kwam na een uur in de ploeg voor Carlos Carrasco en scoorde tien minuten later het winnende doelpunt. Ook de twee wedstrijden erna scoorde hij. Hij maakte twee doelpunten tegen Telstar (4-3) en twee weken later tegen FC Emmen (4-2). Op 1 november 2013 scoorde hij twee keer en gaf hij een assist tegen FC Den Bosch (5-0). Hij scoorde in totaal vijftien keer in 33 wedstrijden. Mede daardoor eindigde Dordrecht tweede in de competitie, achter Willem II. In de play-offs om promotie scoorde Korte nog twee keer, in beide finalewedstrijden tegen Sparta Rotterdam (2-2 en 3-1). Hiermee promoveerde Dordrecht naar de Eredivisie.
De huurperiode van Korte bij Dordrecht werd verlengd, waardoor hij nu met Dordrecht in de Eredivise uitkwam. In zijn eerste twee wedstrijden van het seizoen 2014/15 scoorde hij tegen sc Heerenveen en PEC Zwolle een doelpunt, maar raakte na zes wedstrijden geblesseerd. In januari 2015 maakte hij zijn rentree, maar was meteen weer geblesseerd. In totaal speelde hij slechts 17 wedstrijden voor Dordrecht dat seizoen.

#### Terug bij ADO
Na twee seizoenen bij Dordrecht speelde Korte nog één seizoen voor ADO Den Haag. Hij speelde 17 wedstrijden in het seizoen 2015/16, waarbij twee assists gaf.

### NAC Breda
Medio 2016 ging Korte transfervrij naar NAC Breda. In de openingsronde van het seizoen 2016/17 debuteerde hij tegen Jong FC Utrecht (4-1). Hij kwam in de 78e minuut in de ploeg voor Danny Verbeek. Op 23 september 2016 maakte hij zijn eerste doelpunt, tegen De Graafschap (1-0). In de slotronden van het seizoen scoorde hij nog twee keer tegen FC Oss (4-1) en een keer tegen Almere City FC (2-0). Dit bracht zijn competitietotaal op zeven. Mede door de goals van Korte mocht NAC deelnemen aan de play-offs om promotie, welke werden gewonnen van N.E.C. (1-0 en 4-1). Korte scoorde hier ook één keer en gaf twee assists. NAC promoveerde met Korte naar de Eredivisie.
Aan het begin van het seizoen 2017/18 moest Korte het vooral doen met invalbeurten. Hij scoorde zijn eerste doelpunt van het seizoen tegen AZ op 10 september 2017 (1-2). In maart 2018 raakte Korte geblesseerd, waardoor hij niet meer in actie kwam. Hij scoorde dat seizone drie keer in 25 wedstrijden. Op 29 september 2018 maakte hij zijn rentree, tegen PSV (0-2). In het seizoen 2018/19 scoorde hij slechts twee keer in 26 wedstrijden.

### SC Cambuur
Medio 2019 verkast Korte naar SC Cambuur. Hij debuteerde in de openingsronde van het seizoen 2019/20 tegen De Graafschap (0-2). In oktober raakte hij weer geblesseerd. Op 14 februari 2020 scoorde hij zijn enige doelpunt van het seizoen tegen Almere City FC (1-0). In maart 2020 werd de competitie afgebroken door de coronapandemie. Cambuur stond op dat moment eerste, maar mocht niet promoveren. Het seizoen erna, 2020/21, keerde Korte fit terug. Op 11 oktober 2020 scoorde hij twee maal tegen zijn oude club FC Dordrecht (5-0). De wedstrijd scoorde hij weer twee keer, tegen  zijn oude club NAC Breda (4-0). Hij scoorde in die periode acht doelpunten in zeven wedstrijden. Aan het einde van het seizoen werd hij kampioen van de Eerste divisie met Cambuur.

### De Graafschap
In de zomer van 2021 ging Korte transfervrij naar De Graafschap. In zijn tweede wedstrijd voor de ploeg, tegen MVV Maastricht, maakte hij zijn eerste doelpunt (3-1). Hij bleef dat seizoen af en toe scoren voor de club uit Doetinchem. In 34 wedstrijden maakte hij vijf doelpunten. In het seizoen 2022/23 raakte Korte weer geblesseerd, waardoor hij bleef steken op 29 wedstrijden. Hij scoorde dat seizoen drie keer. Ook maakte Korte voor het eerst een doelpunt in de KNVB Beker, in de achtste finale tegen De Treffers (3-0). In de kwartfinale werd er verloren van Ajax (0-3). 

### TOP Oss
Medio 2023 ging Korte transfervrij naar TOP Oss. Hij debuteerde op 25 augustus 2023, tegen Roda JC Kerkrade (0-2). Hij kwam na 57 minuten in de ploeg voor Calvin Mac-Intosch. In oktober raakte Korte weer geblesseerd, waardoor hij tot maart 2024 uitgeschakeld was. TOP eindigde dat seizoen als negentiende. Korte bleef doelpuntloos. In de openingswedstrijd van het seizoen 2024/25, tegen Excelsior Rotterdam (3-1), maakte Korte zijn eerste doelpunt voor de club. Nadat Korte de winnende maakte tegen zijn oude club SC Cambuur (1-0) op 23 augustus, stond TOP zelfs bovenaan in de Eerste divisie. Uiteindelijk eindigde TOP alsnog als zestiende. Korte scoorde zeven keer in 33 wedstrijden.

## Clubstatistieken
| Seizoen | Club           | Competitie     | Competitie | Competitie | Beker | Beker | Overig | Overig | Totaal | Totaal |
| Seizoen | Club           | Competitie     | Wed.       | Dlp.       | Wed.  | Dlp.  | Wed.   | Dlp.   | Wed.   | Dlp.   |
| ------- | -------------- | -------------- | ---------- | ---------- | ----- | ----- | ------ | ------ | ------ | ------ |
| 2012/13 | ADO Den Haag   | Eredivisie     | 1          | 0          | 0     | 0     | 0      | 0      | 1      | 0      |
| 2013/14 | → FC Dordrecht | Eerste divisie | 33         | 15         | 1     | 0     | 4      | 2      | 38     | 17     |
| 2014/15 | → FC Dordrecht | Eredivisie     | 17         | 3          | 0     | 0     | 0      | 0      | 17     | 3      |
| 2015/16 | ADO Den Haag   | Eredivisie     | 17         | 0          | 0     | 0     | 0      | 0      | 17     | 0      |
| 2016/17 | NAC Breda      | Eerste divisie | 37         | 7          | 1     | 0     | 4      | 1      | 42     | 8      |
| 2017/18 | NAC Breda      | Eredivisie     | 25         | 3          | 1     | 0     | 0      | 0      | 26     | 3      |
| 2018/19 | NAC Breda      | Eredivisie     | 26         | 2          | 1     | 0     | 0      | 0      | 27     | 2      |
| 2019/20 | SC Cambuur     | Eerste divisie | 10         | 1          | 0     | 0     | 0      | 0      | 10     | 1      |
| 2020/21 | SC Cambuur     | Eerste divisie | 34         | 10         | 1     | 0     | 0      | 0      | 35     | 10     |
| 2021/22 | De Graafschap  | Eerste divisie | 34         | 5          | 1     | 0     | 2      | 0      | 37     | 5      |
| 2022/23 | De Graafschap  | Eerste divisie | 29         | 3          | 2     | 1     | 0      | 0      | 31     | 4      |
| 2023/24 | TOP Oss        | Eerste divisie | 19         | 0          | 0     | 0     | 0      | 0      | 19     | 0      |
| 2024/25 | TOP Oss        | Eerste divisie | 33         | 7          | 0     | 0     | 0      | 0      | 33     | 7      |
| Totaal  | Totaal         | Totaal         | 315        | 56         | 8     | 1     | 10     | 3      | 333    | 60     |

Bijgewerkt op 7 juni 2025.

## Erelijst
SC Cambuur
- Eerste divisie (1x): 2020/21